# Albrecht III. (Brandenburg)

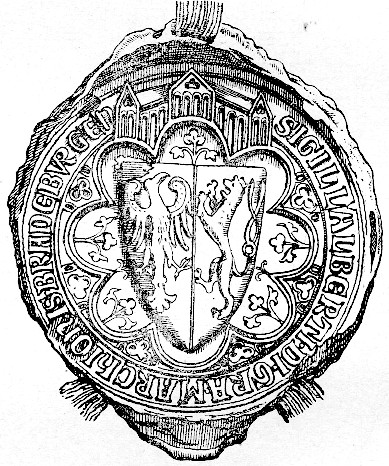
Albrecht III. von Brandenburg

Albrecht III. (* um 1250; † zwischen 19. November und 4. Dezember 1300, wahrscheinlich auf Schloss Eberswalde) war Markgraf der Mark Brandenburg. Er gehörte der von 1266 bis 1317 bestehenden askanischen Linie Brandenburg-Salzwedel an auch als jüngerer askanischer Zweig Brandenburgs oder als Ottonische Linie bezeichnet.

## Leben

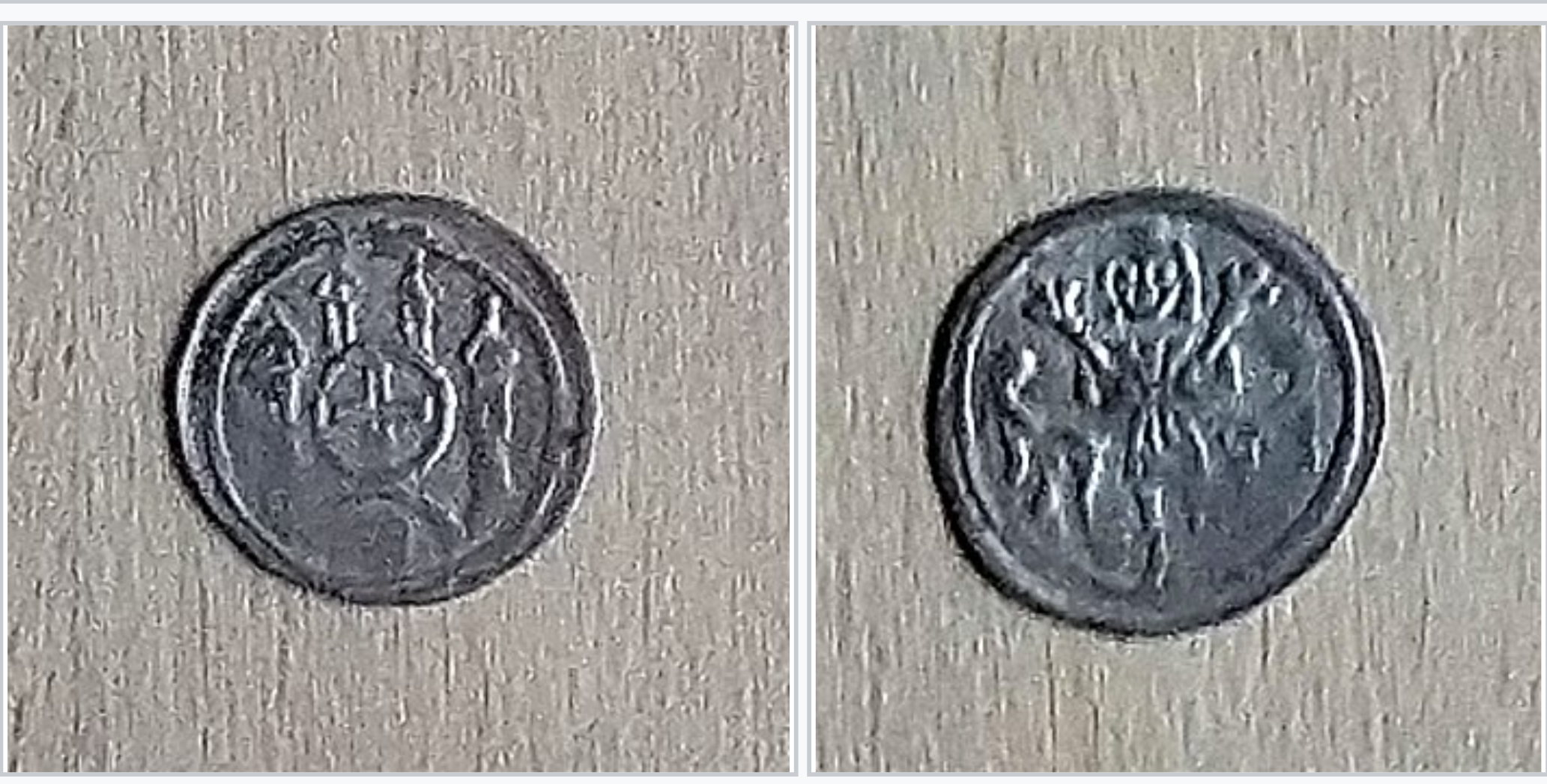
Vorder- und Rückseite eines Brandenburgischen Pfennigs, geprägt unter Markgraf Albrecht III.

Albrecht III. war der Sohn von Otto III. und Beatrix (Bozana), Tochter des Königs Wenzel I. von Böhmen. Als Sohn Ottos führte er zwar den Titel Markgraf und beurkundete in dieser Funktion verschiedene Geschäfte, blieb jedoch nur „Mitregent“. Die Politik der Mark Brandenburg bestimmte zu seiner Zeit sein Cousin Otto IV. „mit dem Pfeil“. Albrecht III. verwaltete die 1236 an Brandenburg gefallene Herrschaft Stargard. 1284 wurde Albrecht III. alleiniger Herrscher von Stargard und Lychen. Nach dem Tod seiner Söhne Otto und Johann (um 1299) schenkte Albrecht III. seinem Schwiegersohn Heinrich II. von Mecklenburg (durch Scheinkauf) die Herrschaft Stargard, die bereits 1292 durch Albrechts Tochter Beatrix als Wittum mit in ihre Ehe mit Heinrich gebracht worden war. Durch den Wittmannsdorfer Vertrag im Jahre 1304 wurde diese Übertragung nach dem Tod Albrechts als Lehen endgültig festgeschrieben.
Ein Jahr vor seinem Tode, 1299, stiftete er dem Zisterzienserorden das Mönchskloster Himmelpfort (lateinisch: coeli porta) im Land Lychen. Zum Ende des Jahres 1300, das genaue Datum ist unbekannt, verstarb Albrecht III. und wurde zunächst in der Klosterkirche zu Strausberg beigesetzt, neben seiner Gattin Mathilde. 1309 erfolgte die Überführung der sterblichen Überreste Albrechts III. in das von ihm gestiftete Kloster in Himmelpfort. Sie gingen im Laufe der Zeit verloren.
Mit seinem Tod waren die brandenburgischen Landesteile nur noch auf zwei maßgebliche Köpfe geteilt. Auf Otto IV. mit dem Pfeile von der Johanneischen Linie (Stendaler Zweig) und auf Hermann der Lange, Sohn Ottos V. der Lange, Universalerbe der Ottonischen Linie (Salzwedeler Zweig).
Albrecht III. war seit 1268 mit Mathilde von Dänemark († um 1300), Tochter des Königs Christoph I. (Dänemark), verheiratet.

## Nachkommen
- Otto (vor 1276–1299)
- Johann († 1299)
- Beatrix († 22. September 1314) ⚭  Heinrich II., Herr zu Mecklenburg
- Margarete (* um 1270, † 1315, ohne Nachkommen)

⚭ 1291–1296 mit Przemysław II., König von Polen und
⚭ 1302–1309 mit  Albrecht III., mitregierender Markgraf von Sachsen-Lauenburg
| Personendaten    | Personendaten                                            |
| ---------------- | -------------------------------------------------------- |
| NAME             | Albrecht III.                                            |
| KURZBESCHREIBUNG | Markgraf von Brandenburg aus dem Geschlecht der Askanier |
| GEBURTSDATUM     | um 1250                                                  |
| STERBEDATUM      | zwischen 19. November 1300 und 4. Dezember 1300          |